# Laphria transatlantica
Laphria transatlantica là một loài ruồi trong họ Asilidae. Laphria transatlantica được Schiner miêu tả năm 1868. Loài này phân bố ở vùng Tân nhiệt đới.